# 891 TCN
891 TCN là một năm trong lịch La Mã.